# Philodromus sticticus
Philodromus sticticus är en spindelart som beskrevs av Lucas 1858. Philodromus sticticus ingår i släktet Philodromus och familjen snabblöparspindlar.
Artens utbredningsområde är Gabon. Inga underarter finns listade i Catalogue of Life.